# Haverhill, Massachusetts
Haverhill [ˈheɪvrɪl] är en stad i Essex County, Massachusetts, USA, med 60 879 invånare (2010).

## Kända personer
- Tom Bergeron, tv-programledare
- Edward F. Noyes, politiker
- John Greenleaf Whittier, poet
- Carlos Peña, basebollspelare
- Rob Zombie, musiker